# El último pasajero
El último pasajero es un programa de televisión de entretenimiento argentino, emitido por Telefe y producido por Kuarzo Entertainment Argentina y que en cuyo formato se permite la participación de personas comunes, desde niños hasta ancianos, pasando por niños, jóvenes y estudiantes, en forma masiva y rápida en juegos de diversa temática, jugando por buena cantidad y calidad de premios.

## Argumento original
Antiguamente participaban 3 divisiones del último año de diferentes colegios secundarios, que competían entre sí para ganar el viaje de egresados a la ciudad de San Carlos de Bariloche, con un formato similar al antiguo programa Feliz domingo. Los colegios estaban representados por equipos (llamados rojo y azul). Originalmente, durante el ciclo El último pasajero eran tres equipos (rojo, verde y azul, por los colores del logotipo del canal de televisión Telefe), pero a partir de 2008, el verde fue eliminado.
El objetivo del juego era subir la mayor cantidad de integrantes del equipo al ómnibus que les permitía concretar el viaje. Para ello se debían superar pruebas, ganar desafíos, contestar preguntas o aceptar prendas que consistían en humillaciones psicológicas y de dolor físico como cortarle con fuego el cabello (a cargo de un especialista), entre otros.
Una vez que un equipo lograba subir a todos (menos uno) de sus participantes, la última persona que quedaba afuera es al que se le llamaba «último pasajero», quien era el encargado de escoger entre 2 o más llaves. Luego un chofer era el encargado de probar en el micro si la llave elegida era la correcta que permitía arrancar el micro. El primer equipo que elegía la llave correcta, y lograba que su micro encienda los motores, era el que se ganaba el viaje de egresados.
El programa ha tenido versiones en distintos países de Latinoamérica; en la versión argentina los buses son de la marca Tecnoporte, carrozados en chasis Iveco 49.12 y facilitados por la empresa Ivecam representante en Argentina de la marca italiana.
El formato del último pasajero volvió en mayo de 2022 a través de las pantallas de Telefe, y conducido por Nicolás Occhiato y Florencia Vigna en la temporada que se extendió hasta principios de 2023.
En febrero de 2023 el periodista de espectáculos Nacho Rodríguez anunció que Telefe le ofreció conducir el ciclo nuevamente a Guido Kaczka luego de 14 años

## Equipo

### Conductores
- Guido Kaczka (2005-2009)
- Nicolás Occhiato (2022-2023)
- Florencia Vigna (2022)

## Premios y nominaciones
Nominaciones
- Martín Fierro 2005: Mejor programa de entretenimientos
- Martín Fierro 2007: Mejor programa de entretenimientos
- Martín Fierro 2008: Mejor programa de entretenimientos

## Otras versiones
- Brasil: empezó en agosto de 2010 y finalizó en agosto de 2013, en Rede TV! Conducido por Mário Frias.
- Chile: la versión chilena de El último pasajero fue transmitida por Televisión Nacional de Chile (TVN) los sábados a las 22:00 y fue conducido por Martín Cárcamo, con la única diferencia que participan 3 equipos (rojo, azul y verde). Se emitió entre 2006 y 2010, exceptuando durante 2009, año en el cual no se pudo realizar por razones económicas. Además, en el verano de 2008, se realizó una versión llamada La familia del último pasajero, en la cual se competía por unas vacaciones familiares con la misma mecánica. Actualmente se transmite en Chilevisión desde el 2022. En 2013 se creó una nueva versión del programa argentino esta vez en Mega, titulado A todo o nada; a diferencia de la versión chilena del último pasajero, que los participantes iban en busca de un paseo de graduación, en el caso de A todo o nada los participantes van al programa con tal de ganar premios tales como; celulares, laptop, boombox (radiocasetera), viajes, etc. En 2020 se emitió en TVN, conducido por Gustavo Huerta, hasta que estalló la pandemia del COVID-19, cancelando los nuevos capítulos que iban a lanzar. Al igual que la versión de Mega, pueden ganar Celulares, Tabletas, etc. Además de un Auto cero Kilómetros y un Viaje a Brasil. Premios que van variando. Pues, al ganar el Viaje a Brasil, se puso de Premio un Viaje dentro del País.
- Portugal: la versión portuguesa se emitió por RTP a finales de 2009 y principios de 2010, contando con nueve capítulos y conducida por João Baião y Sílvia Alberto. La principal diferencia en esta versión fue que participaban familias en vez de estudiantes. Se emitió bajo el nombre de O Último Passageiro.
- Grecia: existe una versión griega que fue emitida por el canal ANT1. El nombre del programa fue The Last Passenger.
- Perú: El último pasajero empezó en marzo de 2011 y finalizó en diciembre del mismo año, emitido por Latina Televisión, conducido por Adolfo Aguilar, pero el programa retornó de nuevo en 2015. En 2014 Andina de Televisión lanzó el formato bajo el nombre de A todo o nada pero como un concurso variado con juegos con el público idéntico al nuevo formato del programa de la versión Argentina, bajo la conducción de Renzo Schuller.
- Paraguay: empezó el 3 de diciembre de 2012, y emitido por el Canal 13, llevando el nombre de A todo o nada. El programa es conducido por Lucas Nataloni.
- Panamá: inició el 18 de agosto de 2014 y culminó en diciembre de 2015, emitido por TVN Panamá y llevando el mismo nombre de la versión argentina. Fue conducido por Ludwik Tapia.
- México: Producido por Endemol Latino. Su estreno fue el 5 de enero de 2015, qemitido por Azteca Trece llamado Todo o nada y conducido por Mauricio Barcelata.
- El Salvador: Llamado A todo o nada, se transmitía por Canal 6 de TCS iniciando el 2 de febrero de 2015 y es conducido por Roberto Acosta. Después se transmitió por Canal 2. Finalizó el 31 de diciembre de 2018.
- Canadá: En 2011, se transmitió una adaptación en francés por Tele-Quebec,[4] conducido por Anaïs Favron. Terminó en 2019.[5]
- Costa Rica: Producido por Teletica Formatos. Se emitió en el 2015, con el nombre de El último Pasajero, emitido por Teletica y conducido por Pedro Capmany.
- Vietnam: Producido por Endemol Vietnam. Emitido por VTV3 El año 2007, con el nombre de Hành Khách Cuối Cùng, conducido por Danh Tùng, finalizó el 24 de mayo de 2009. 4 años después, se emitió una versión de A todo o nada conocida como Một bước để chiến thắng, conducido por Minxu Quốc Minh y Yumi Dương Diễm My (en el año 2014 replacio a Liêu Hà Trinh) y finalizó por 15 de diciembre de 2015.
- Uruguay: inicia el 3 de julio de 2022, con el nombre El último pasajero, emitido por Teledoce y conducido por Jorge Echagüe y Camila Rajchman.[6]